# Amfreville-les-Champs (Eure)
Amfreville-les-Champs település Franciaországban, Eure megyében. Lakosainak száma 444 fő (2022. január 1.). Amfreville-les-Champs Bacqueville, Douville-sur-Andelle, Flipou, Heuqueville, Houville-en-Vexin és Radepont községekkel határos.

## Népesség
A település népességének változása:
| Lakosok száma | 183  | 269  | 286  | 399  | 461  | 461  | 453  | 447  | 443  | 444  |
|               | 1968 | 1982 | 1990 | 2006 | 2013 | 2015 | 2017 | 2019 | 2020 | 2022 |